# Nørskov Vig
Nørskov Vig is een hartvormige lagune op het Deense eiland Venø. In 1987 werd er rond de baai een natuurreservaat opgericht, om broedvogels te beschermen tegen verstoring. Hierdoor is er een toegangsverbod van 1 april tot 15 juli. Ook maakt de lagune deel uit van het Natura 2000-gebied 62 Venø, Venø Sund. Er verblijft tevens een kolonie zeehonden.
In 1920 werd het gebied gekocht door de Limfjordsøsterskompagnie, die er een oesterkwekerij wilde beginnen. De lagune werd afgesloten en leeggepompt, waarna een laag zand op de bodem werd aangebracht. Via een sluis kon het water gecontroleerd weer de lagune binnenstromen, en dankzij een pomp die het water ook weer uit de lagune pompte, ontstond een watercirculatie waarmee de oesterbanken van voedsel werden voorzien. Begin jaren 30 van de 20e eeuw werd de oesterteelt stopgezet.